# Polarização direta
No material de tipo N, os elétrons são repelidos pelo terminal da bateria e empurrando para a junção (linha que divide as lacunas e os elétrons). No tipo P, as lacunas também são repelidas pelo terminal positivo e tendem a penetrar na junção, e isto diminui a camada de depleção.
Para que haja fluxo livre de elétrons, a tensão da bateria tem de sobrepujar o efeito da camada de depleção.